# Megachile callura
Megachile callura är en biart som först beskrevs av Cockerell 1914.  Megachile callura ingår i släktet tapetserarbin, och familjen buksamlarbin. Inga underarter finns listade i Catalogue of Life.